# Konrad Wittmann (Politiker)
Konrad Wittmann (* 18. Februar 1905 in Fuchsberg (Böhmerwald); † 8. Februar 1981 in Holzheim am Forst) war ein deutscher Politiker (WAV, DP, CSU). 
Konrad Wittmann war seit 1938 Pfarrer in Kroth im Sudetenland. Er beantragte am 31. Dezember 1938 die Aufnahme in die NSDAP, ob er aufgenommen wurde, ist nicht bekannt. Nach dem Krieg kam er als Heimatvertriebener nach Dachsbach im Landkreis Neustadt an der Aisch, wo er als Seelsorger tätig war.
Aufgrund eines Wahlbündnisses des Neubürgerbundes, einer von Günter Goetzendorff gegründeten Interessenvertretung von Heimatvertriebenen, mit der WAV von Alfred Loritz gelangte Wittmann, der dem Neubürgerbund angehörte, bei der ersten Wahl zum Deutschen Bundestag in das Parlament. Er wechselte am 6. Dezember 1951 mit dem Großteil der WAV-Abgeordneten aus Protest gegen die Wiederwahl von Alfred Loritz als Parteivorsitzender zur Deutschen Partei über, wo sie die Gruppe der Deutschen Partei Bayern (DPB) innerhalb der DP-Fraktion bildeten. Bereits am 9. Mai 1952 verließ Wittmann die DP jedoch wieder und schloss sich am 5. Juli 1952 der CSU-Landesgruppe in der CDU/CSU-Fraktion als Gast an. Später trat er der CSU auch bei. Dem Bundestag gehörte er nach 1953 nicht mehr an.